# 約翰·弗里茨
約翰·F·弗里茨（英語：John F. Fritz，1822年8月21日—1913年2月13日）是一位美國鋼鐵技術先趨，被譽為「美國鋼鐵工業之父」。為了慶祝他80歲生日，人們在1902年時設立了約翰·弗里茨獎，而弗里茨自己也成了第一個獲頒此獎的人。

## 生平紀事
約翰·弗里茨於1822年8月21日出生在賓州切斯特郡倫敦德里鎮，他是喬治·弗里茨(1792年-)和瑪麗·梅哈格(1799年-)所生七個小孩中的長子。 他在16歲時成為一名鐵匠學徒。
之後弗里茨成為一名機械師，在諾里斯敦鋼鐵公司工作，並於1854年搬到坎布里亞鋼鐵公司，在那裡他設計了第一台三輥軋機，這是一項值得注意的成就。  1860年，他成為賓州伯利恆伯利恆鐵工廠的總監和總工程師。 在那裡，他在公司負責裝設貝塞麥轉爐及各項開發工作，直到1892年他70歲時。
弗里茨曾任美國機械工程師學會會長、美國採礦工程師學會會長、倫敦鋼鐵協會終身榮譽副主席、美國土木工程師學會會員、美國鋼鐵協會榮譽會員，並成為貝塞麥金質獎、艾略特·克雷松金質獎和聯合工程學會約翰·弗里茨金質獎的獲獎者。  另外他也獲得了哥倫比亞大學、賓夕法尼亞大學、坦普爾大學和史蒂文斯理工學院的榮譽學位。

## 出版書目
- John Fritz, The Autobiography of John Fritz （页面存档备份，存于） (New York: John Wiley & Sons, 1912). Available online through Beyond Steel: An Archive of Lehigh Valley Industry and Culture （页面存档备份，存于）.

About John Fritz
- Lance Metz, John Fritz: His Role in the Development of the American Iron and Steel Industry and His Legacy to the Bethlehem Community (Easton, PA: Center for Canal History and Technology, 1987).

## 外部連結
- Finding Aid to The Autobiography of John Fritz, Holographic Manuscript （页面存档备份，存于）, Special Collections, Linderman Library, Lehigh University